# 塩谷英生
塩谷 英生（しおや ひでお）は、日本の観光経済学者。國學院大學観光まちづくり学部教授。元公益財団法人日本交通公社　理事・観光経済研究部長

## 経歴
- 1989年 - 日本交通公社入団
- 2018年 - 日本交通公社理事　観光経済研究部長、観光文化情報センター長
- 2022年 - 國學院大學観光まちづくり学部教授